# In a Perfect World (Kodaline)
In a Perfect World is het debuutalbum van Kodaline. Het werd op 14 juni 2013 uitgebracht. Het album bevat drie singles, High Hopes, Love Like This en Brand New Day, alsook twee promotionele singles, All I Want en After the Fall. Een nieuwere versie van het eerste nummer, One Day, werd in 2014 uitgebracht. De albumnaam is afkomstig van het nummer Perfect World, dat echter enkel op de deluxeversie staat.

## Recensies
Het album werd grotendeels als gemiddeld ontvangen. Van the Guardian kreeg het album drie sterren. Q Magazine en This is Fake DIY waren strenger voor het album en gaven respectievelijk één en anderhalve ster.

## Tracks
Alle muziek en teksten zijn geschreven door Kodaline. 
| Nr. | Titel          | Duur |
| --- | -------------- | ---- |
| 1.  | One Day        | 4:15 |
| 2.  | All I Want     | 5:05 |
| 3.  | Love Like This | 3:36 |
| 4.  | High Hopes     | 3:50 |
| 5.  | Brand New Day  | 3:25 |
| 6.  | After the Fall | 3:35 |
| 7.  | Big Bad World  | 4:21 |
| 8.  | All Comes Down | 4:55 |
| 9.  | Talk           | 4:28 |
| 10. | Pray           | 3:33 |
| 11. | Way Back When  | 3:26 |

| Nr. | Titel                                          | Duur |
| --- | ---------------------------------------------- | ---- |
| 12. | The Answer                                     | 3:41 |
| 13. | Perfect World                                  | 2:52 |
| 14. | Lose Your Mind                                 | 4:45 |
| 15. | Latch (iTunes-exclusieve cover van Disclosure) | 3:35 |

| Nr. | Titel          | Duur |
| --- | -------------- | ---- |
| 1.  | One Day        | 4:15 |
| 2.  | All I Want     | 5:05 |
| 3.  | Love Like This | 3:36 |
| 4.  | High Hopes     | 3:50 |
| 5.  | Brand New Day  | 3:25 |
| 6.  | After the Fall | 3:35 |
| 7.  | Big Bad World  | 4:21 |
| 8.  | All Comes Down | 4:55 |
| 9.  | Talk           | 4:28 |
| 10. | Pray           | 3:33 |
| 11. | Way Back When  | 3:26 |

| Nr. | Titel                                       | Duur |
| --- | ------------------------------------------- | ---- |
| 1.  | Perfect World                               | 2:55 |
| 2.  | Brand New Day (acoustic feat. Nina Nesbitt) | 3:41 |
| 3.  | The Answer                                  | 3:41 |
| 4.  | Lose Your Mind                              | 4:43 |
| 5.  | All My Friends                              | 5:27 |
| 6.  | Midnight                                    | 4:19 |
| 7.  | Love Like This (acoustic)                   | 4:02 |
| 8.  | What It Is                                  | 3:49 |
| 9.  | Gabriel                                     | 4:33 |
| 10. | Latch                                       | 3:35 |